# (6252) Montevideo
(6252) Montevideo ist ein Asteroid des Hauptgürtels, der am 6. März 1992 von Astronomen der Uppsala-ESO Survey of Asteroids and Comets am La-Silla-Observatorium (IAU-Code 809) der Europäischen Südsternwarte in Chile entdeckt wurde.
Der Asteroid ist Mitglied der Koronis-Familie, einer Gruppe von Asteroiden, die nach (158) Koronis benannt ist.
Der Himmelskörper wurde nach Montevideo benannt, der am Mündungstrichter des Río de la Plata gelegenen Hauptstadt von Uruguay mit einer langen Tradition in Astronomie, die im Jahre 1789 begann als das erste Observatorium errichtet wurde um den Transit des Merkur zu beobachten.